# Circuit masculin de l'ITF 2021
Navigation
Saison 2020 Saison 2022
Le circuit masculin de l'ITF 2021 est la saison 2021 du circuit de tennis masculin organisé par l'ITF. Il représente l'échelon le plus bas des circuits de tennis professionnels, après l'ATP Tour et l'ATP Challenger Tour. Les tournois qui le composent sont communément appelés Futures. Ils sont dotés de 15 000 ou 25 000 $.

## Primes et dotations des tournois
Les tournois distribuent des points pour le classement ATP.
| Catégorie du tournoi | V  | F  | DF | QF | T2 | T1 |
| -------------------- | -- | -- | -- | -- | -- | -- |
| M25                  | 25 | 16 | 8  | 3  | 1  | 0  |
| M15                  | 15 | 8  | 4  | 2  | 1  | 0  |

## Résultats

### Janvier
| Date       | Lieu du tournoi | Surface      | Dotation     | Vainqueur                       | Finaliste                       | Score                           |
| ---------- | --------------- | ------------ | ------------ | ------------------------------- | ------------------------------- | ------------------------------- |
| 4 janvier  | , Le Caire      | Terre battue | 15 000 $     | Fabrizio Ornago                 | José Francisco Vidal Azorín     | 7-65, 2-6, 6-4                  |
| 4 janvier  | , Manacor       | Dur          | 15 000 $     | Antoine Bellier                 | Evan Furness                    | 7-67, 6-4                       |
| 4 janvier  | , Monastir      | Dur          | 15 000 $     | Eric Vanshelboim                | Skander Mansouri                | 3-6, 6-4, 6-3                   |
| 4 janvier  | , Antalya       | Terre battue | 15 000 $     | Toby Kodat                      | Maxime Hamou                    | 6-4, 6-2                        |
| 11 janvier | , Le Caire      | Terre battue | 15 000 $     | Carlos Sánchez Rover            | Juan Pablo Paz                  | 6-3, 6-0                        |
| 11 janvier | , Manacor       | Dur          | 15 000 $     | Evan Furness                    | Holger Rune                     | 6-2, 5-7, 6-0                   |
| 11 janvier | , Antalya       | Terre battue | 15 000 $     | Adrian Andreev                  | Alexander Shevchenko            | 6-1, 7-61                       |
| 18 janvier | , Le Caire      | Terre battue | 15 000 $     | Franco Aguamenone               | Filip Cristian Jianu            | 7-60, 6-4                       |
| 18 janvier | , Bressuire     | Dur          | 15 000 $ + H | Holger Rune                     | Matteo Martineau                | 7-5, 4-6, 6-3                   |
| 18 janvier | , Antalya       | Terre battue | 15 000 $     | Giovanni Fonio                  | Juan Manuel Cerúndolo           | Forfait                         |
| 25 janvier | , Le Caire      | Terre battue | 15 000 $     | Gonzalo Lama                    | Nicolas Moreno de Alboran       | 6-0, 6-0                        |
| 25 janvier | , Antalya       | Terre battue | 15 000 $     | Tournoi arrêté aux demi-finales | Tournoi arrêté aux demi-finales | Tournoi arrêté aux demi-finales |

### Février
| Date | Lieu du tournoi | Surface | Dotation | Vainqueur | Finaliste | Score |
| ---- | --------------- | ------- | -------- | --------- | --------- | ----- |

### Mars
| Date | Lieu du tournoi | Surface | Dotation | Vainqueur | Finaliste | Score |
| ---- | --------------- | ------- | -------- | --------- | --------- | ----- |

### Avril
| Date | Lieu du tournoi | Surface | Dotation | Vainqueur | Finaliste | Score |
| ---- | --------------- | ------- | -------- | --------- | --------- | ----- |

### Mai
| Date | Lieu du tournoi | Surface | Dotation | Vainqueur | Finaliste | Score |
| ---- | --------------- | ------- | -------- | --------- | --------- | ----- |

### Juin
| Date | Lieu du tournoi | Surface | Dotation | Vainqueur | Finaliste | Score |
| ---- | --------------- | ------- | -------- | --------- | --------- | ----- |

### Juillet
| Date | Lieu du tournoi | Surface | Dotation | Vainqueur | Finaliste | Score |
| ---- | --------------- | ------- | -------- | --------- | --------- | ----- |

### Août
| Date | Lieu du tournoi | Surface | Dotation | Vainqueur | Finaliste | Score |
| ---- | --------------- | ------- | -------- | --------- | --------- | ----- |

### Septembre
| Date | Lieu du tournoi | Surface | Dotation | Vainqueur | Finaliste | Score |
| ---- | --------------- | ------- | -------- | --------- | --------- | ----- |

### Octobre
| Date | Lieu du tournoi | Surface | Dotation | Vainqueur | Finaliste | Score |
| ---- | --------------- | ------- | -------- | --------- | --------- | ----- |

### Novembre
| Date | Lieu du tournoi | Surface | Dotation | Vainqueur | Finaliste | Score |
| ---- | --------------- | ------- | -------- | --------- | --------- | ----- |

### Décembre
| Date | Lieu du tournoi | Surface | Dotation | Vainqueur | Finaliste | Score |
| ---- | --------------- | ------- | -------- | --------- | --------- | ----- |